# Berliet CBH
Der Berliet CBH war ein leichter französischer Lastkraftwagen aus der Zeit zu Beginn des Ersten Weltkrieges.

## Geschichte, Technik
Die allgemeine Betriebserlaubnis für den Berliet CBH wurde im Juni 1914 erteilt. Ob eine Serienproduktion aufgenommen wurde oder infolge des Kriegsausbruches unterblieb, ist den Quellen nicht zu entnehmen.
Der wassergekühlte Vierzylindermotor vom Typ L hatte eine Bohrung von 100 und einen Hub von 140 mm, also einen Hubraum von 4398 cm³ und gab seine nicht genannte Höchstleistung bei 1250/min ab. Steuerlich war das Fahrzeug mit 18 Steuer-PS eingestuft. Das Getriebe hatte vier Vorwärtsgänge, dazu einen Rückwärtsgang. Die Radstand wird mit 4,00 m angegeben, die Spurweite der Vorderachse mit 1,54 m, die der Hinterachse mit 1,465 m. Die Nutzlast betrug 2 Tonnen. Der Antrieb auf die Hinterachse erfolgte über Ketten. Das Leergewicht lag bei 2840 kg.
Zur gleichen Zeit wurde der Berliet CBH2 vorgestellt. Er war speziell für die Verwendung in Frankreichs Kolonien vorgesehen. Er unterschied sich vom Berliet CBH durch einen auf 3,75 m verkürzten Radstand.